# Epidendrum angustisegmentum
Epidendrum angustisegmentum là một loài thực vật có hoa trong họ Lan. Loài này được (L.O.Williams) Hágsater mô tả khoa học đầu tiên năm 1999.